# Igor Bensen
Igor Bensen (Rostov sul Don, 1º aprile 1917 – 10 febbraio 2000) è stato un inventore, progettista e aviatore russo naturalizzato statunitense.
Nato in Russia nel periodo imminente alla Rivoluzione di Ottobre, durante l'infanzia si trasferì grazie al padre a Praga e successivamente in Belgio per frequentare l'università. Successivamente vinse una borsa di studio e si trasferì negli Stati Uniti, dove si laureò in ingegneria meccanica con lode nel 1940.

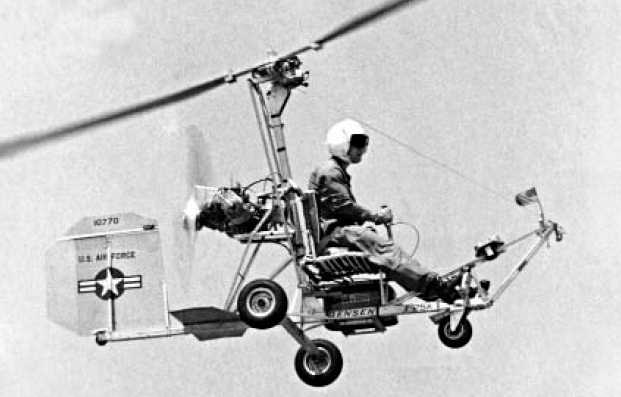
L'autogiro X-25 di Igor Bensen

Dopo un periodo di lavoro alla General Electric, nel 1953 fonda la Bensen Aircraft Corporation con sede a Raleigh in Nord Carolina. La fabbrica ha progettato e prodotto negli anni una serie di autogiro per uso amatoriale, venduti in kit o come schema di montaggio, garantendo la sopravvivenza dell'autogiro come velivolo dopo l'avvento dell'elicottero, che ne aveva quasi annullato l'utilità pratica. Bensen ideò e brevettò l'appellativo gyrocopter.
I progetti di Bensen sono stati la base di partenza per molti produttori attuali di autogiro, in quanto ha introdotto concetti che, anche se poi migliorati, sono divenuti indiscussi nella moderna produzione di questo tipo di velivoli.
L'azienda di Bensen ha cessato l'attività del 1988.
Igor Bensen è morto affetto dal malattia di Parkinson all'età di 82 anni.
| Controllo di autorità | VIAF (EN) 3090158430385806260008 |